# 波河畔莫拉诺
波河畔莫拉诺（義大利語：Morano sul Po），是意大利亚历山德里亚省的一个市镇。总面积17.69平方公里，人口1538人，人口密度86.9人/平方公里（2009年）。ISTAT代码为006109。